# Interstage
Interstage（インターステージ）は富士通のソフトウェア基盤製品群のブランド。システム構築用のミドルウェアの総称である。最も広く利用される中核製品の、Interstage Application Server、またはInterstage Business Application Serverを指す略語として使われることも多い。
Java、Jakarta EE、SOAP、UDDI、RosettaNet、ebXML、UMLといった各種標準技術に準じている。
製品内に、Apache HTTP Server、Tomcat、Eclipseといった標準的なオープンソースソフトウェアをライセンスに基づき企業用途向けに修正して利用している。

## 製品一覧
Interstageの製品群は
- Foundation
- Integration
- Development Suite

の三つに大別される。

### Foundation製品
基幹系システム構築・運用のための基盤を提供する製品群である。
この系統の製品は、富士通が汎用機水準の高信頼、高性能技術をWindows、Linux、Solaris系システムの構築技術に反映させることを目指して作られた。
富士通はこの製品によって安定したレスポンスやTCO削減が実現できるとしている。
Java仮想マシンなどのJava SE層には、サンの実装に対して、メモリ不足時の予兆監視等が加えられた物が採用されている。
この製品群には以下の製品がある。
- Interstage Application Server(Interstage Web Serverも含む)
- Interstage Business Application Server
- Interstage Security Director
- Interstage Trafiic Director

このうち一番利用実績があるのがアプリケーションサーバーであるInterstage Application Serverである。最新バージョンはV13となっている。

### Integration製品
ビジネスプロセスの統合とリアルタイム情報活用を目指す製品群である。
企業内に分散したデータの統合と管理、ポータル技術による可視化、活用が製品群の主目的である。
この製品群には以下の製品が存在する。
共通サービス
- Interstage ContentBiz
- Interstage XWand
- Interstage XWand Manager

共通ビジネステンプレート
- Interstage Configurator Inspection
- Interstage Configurator Recommendation

情報活用サービス
- Interstage Data Collector
- Interstage Navigator Central Server
- Interstage Navigator Explorer Server
- Interstage Navigator Server
- Interstage Navigator Websight Server
- Interstage Shunsaku Data Manager

帳票サービス
- Interstage Charset Manager
- Interstage Form Coordinator
- Interstage Form Coordinator Workflow
- Interstage List Creator
- Interstage List Manager
- Interstage List Works
- Interstage Print Manager

プロセス統合サービス
- Interstage CollaborationRing Business Connector
- Interstage CollaborationRing File Transfer Integrator
- Interstage CollaborationRing Flow Controller
- Interstage CollaborationRing Interaction Server
- Interstage CollaborationRing Process Manager

フロント統合サービス
- Interstage Portalworks
- Interstage Realtime Communicator

### Development Suite製品
この製品群は開発環境とフレームワークである。UMLを使用した開発に対応し、
Webアプリケーションの生産性と保守性を向上させることを目的としている。
この製品群には以下の製品が含まれている。
- Interstage Application Framework Suite
- Interstage Application Server Plus Developer
- Interstage Studio